# Grove-element

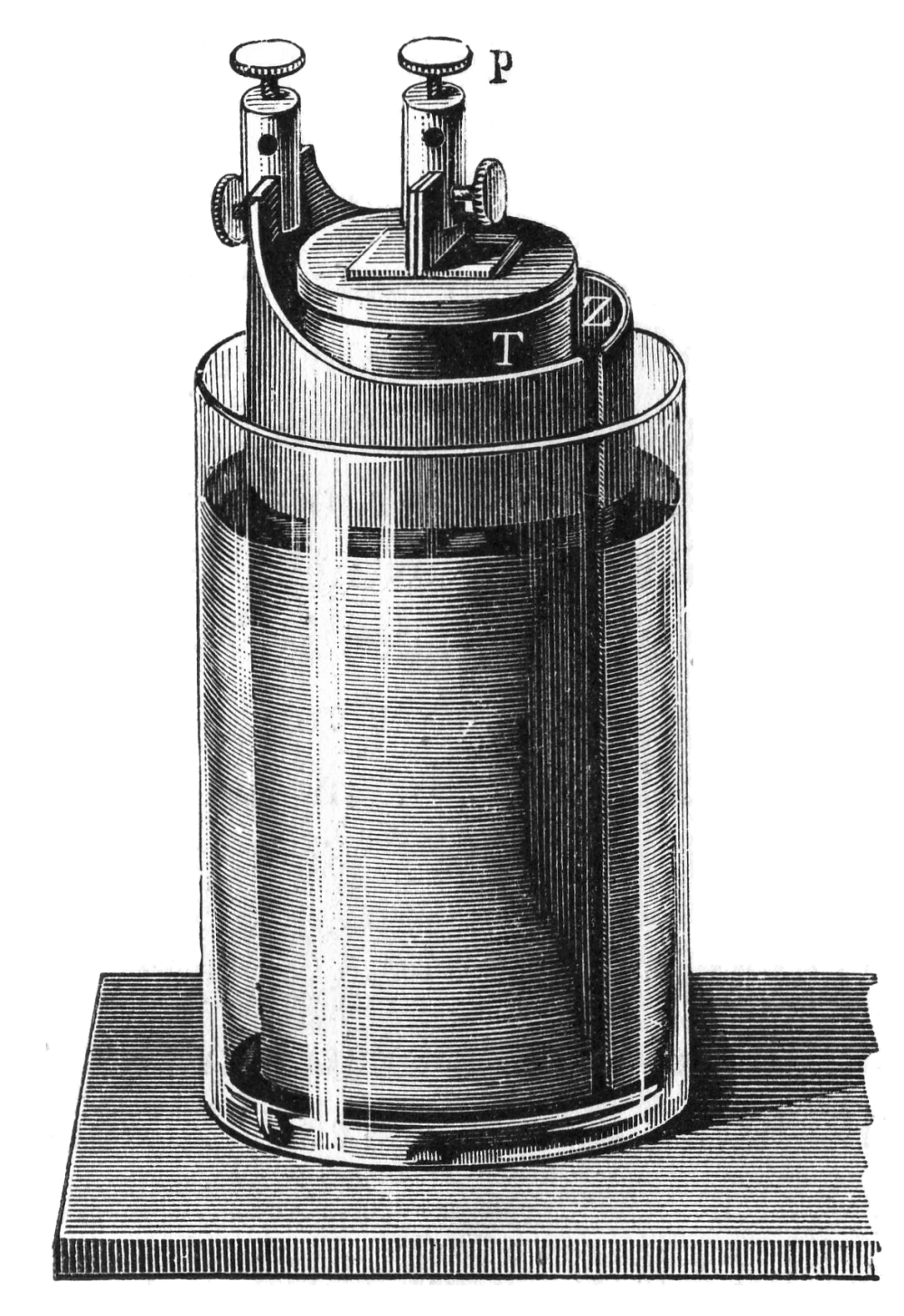
Element van Grove

Een Grove-element is een galvanisch element (batterij) vernoemd naar zijn uitvinder, de Britse scheikundige William Robert Grove. Hij ontwikkelde zijn element eind jaren 30 van de 19e eeuw en werd daarna vooral toegepast bij de eerste telegrafiesystemen in Groot-Brittannië en de Verenigde Staten.

## Constructie
Het element van Grove bestaat uit een open bak van glas of eboniet met daarin een elektrode (anode) van zink in verdund zwavelzuur (de elektrolyt) en een elektrode (kathode) van platina in geconcentreerd salpeterzuur (de depolarisator). Beide zuren zijn van elkaar gescheiden door een poreuze keramiekpot, die de ontstane waterstof-ionen doorlaat.
De volgende chemische reactie vindt plaats wanneer het element wordt gebruikt:
{\displaystyle {\ce {3 ZN + 3 H2SO4 + 2 HNO3 -> 3 ZnSO4 + 2 NO + 4 H2O}}}

## Toepassingen
Tijdens de beginjaren van het Amerikaanse telegrafie (1840-1860) was het Grove-element de favoriete energiebron. Dit omdat het element een hoge stroom van 12 ampère kon produceren bij een hogere spanning dan het daniell-element (1,9 volt tegenover 1,1 volt).
Maar op het tijdstip dat het telegrafieverkeer toenam, kwam men erachter dat het element het schadelijke gas stikstofdioxide (dat ontstaat na reactie van stikstofmonoxide met luchtzuurstof) uitstootte. Hierdoor vulden grote telegraafkantoren zich met giftige gassen afkomstig van vele sissende Grove-elementen. En toen telegrafie zich verder uitbreidde en de behoefte aan een constante spanning groter werd, was het Grove-element hierin ook te beperkt. (Bij het ontladen raakt het salpeterzuur uitgeput, waardoor de bronspanning sterk zal verminderen).
Tegen de tijd van de Amerikaanse Burgeroorlog was het Grove-element vervangen door het – minder gevaarlijke – daniell-element.